# Palicourea jatun-sachensis
Palicourea jatun-sachensis är en måreväxtart som beskrevs av Charlotte M. Taylor. Palicourea jatun-sachensis ingår i släktet Palicourea och familjen måreväxter. Inga underarter finns listade i Catalogue of Life.